# رود پیوسا
رود پیوسا (استونیایی: Piusa jõgi) رودی در کشور استونی و روسیه است.
طول این رود ۱۰۹ کیلومتر است و در شهرستان‌های پولوا و وورو در کشور استونی و استان پسکوف در کشور روسیه جریان دارد و به دریاچه دریاچه پیپوس میریزد.